# Щеклеин, Анатолий Фёдорович
Анато́лий Фёдорович Щекле́ин (8 июля 1934, Русская Сенда, Мари-Турекский район, Марийская автономная область,Горьковский край, РСФСР, СССР — 31 декабря 2010, Алексеевский, Советский район, Марий Эл, Россия) — советский и российский деятель сельского хозяйства. Директор Государственного племенного завода «Алексеевский» Советского района Марийской АССР / Республики Марий Эл (1967—1996). Заслуженный работник сельского хозяйства РСФСР (1986). Кавалер ордена Ленина (1971). Делегат XXV съезда КПСС (1976).

## Биография
Родился 8 июля 1934 года в дер. Русская Сенда ныне Мари-Турекского района Марий Эл.
В 1954 году окончил Нартасский сельскохозяйственный техникум в родном районе. После службы в армии в 1957—1965 годах работал механиком, главным инженером в хозяйствах Мари-Турекского района Марийской АССР.
С 1965 года — на государственном племзаводе «Алексеевский» Советского района МарАССР: главный инженер, в 1967—1996 годах — директор.  Является автором книги «Время конкретных дел».
В 1975—1990 годах был депутатом Верховного Совета Марийской АССР. В 1976 году был делегатом XXV съезда КПСС.
За вклад в развитие сельского хозяйства в 1967 году ему присвоено почётное звание «Заслуженный механизатор Марийской АССР», в 1986 году — почётное звание «Заслуженный работник сельского хозяйства РСФСР». Награждён орденами Ленина, Октябрьской Революции, Почёта, медалями, в том числе серебряной и бронзовой медалью ВДНХ, а также двумя почётными грамотами Президиума Верховного Совета Марийской АССР.
Скончался 31 декабря 2010 года в пос. Алексеевский Советского района Республики Марий Эл, похоронен там же.

## Признание заслуг
- Заслуженный работник сельского хозяйства РСФСР (1986)[1][2]
- Заслуженный механизатор Марийской АССР (1967)[1][2]
- Орден Ленина (1971)[1][2]
- Орден Октябрьской Революции (1976)[1][2]
- Орден Почёта (20.05.1996)[8][9]
- Серебряная медаль ВДНХ (1978)[1][2]
- Бронзовая медаль ВДНХ (1978)[1][2]
- Медаль «За доблестный труд. В ознаменование 100-летия со дня рождения Владимира Ильича Ленина»
- Почётная грамота Президиума Верховного Совета Марийской АССР (1970, 1984)[1][2]